# Incêndios no Oeste dos Estados Unidos de 2020
Os Incêndios no Oeste dos Estados Unidos de 2020 foram uma série de grandes incêndios florestais registrados no referido país, sobretudo em agosto e setembro de 2020.
Tempestades intensas em agosto provocaram muitos incêndios florestais na Califórnia, Oregon e Washington, seguidos no início de setembro por ignições adicionais na Costa Oeste.
Alimentados por fortes ventos tempestuosos e por terrenos quentes e secos, muitos dos incêndios explodiram e se fundiram em um recorde de produção de nuvens de fogo, megaincêndios, queimando mais de 1,6 milhão de hectares de terra. Os incêndios mataram pelo menos 35 pessoas, com muitas outras ainda desaparecidas.
As mudanças climáticas e as más práticas de manejo florestal levaram à gravidade dos incêndios florestais.